# Odwilż (historia)

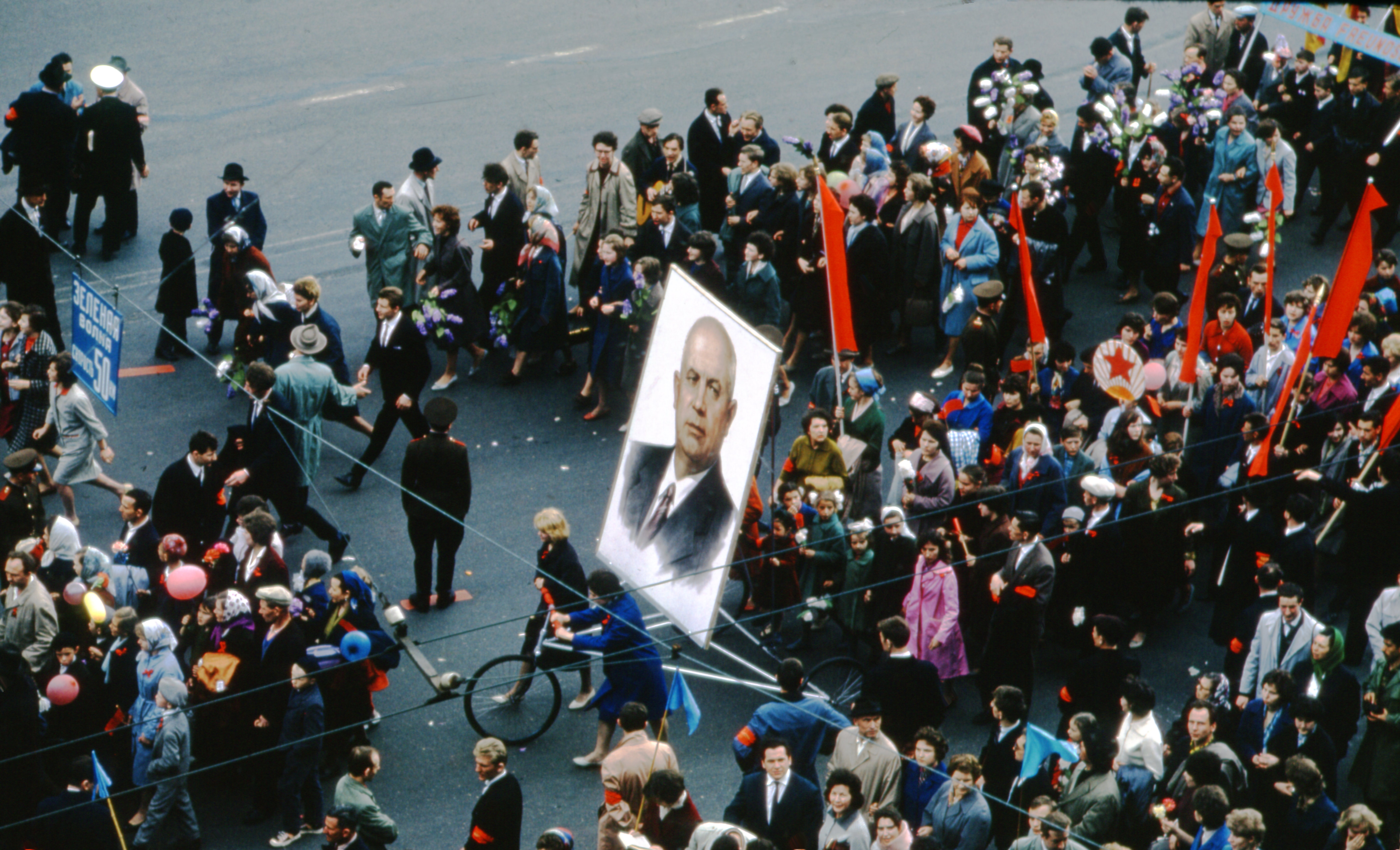
Portret Nikity Chruszczowa na pochodzie pierwszomajowym w Moskwie, 1964

Odwilż (ros. оттепель) – pojęcie publicystyczne z zakresu polityki oznaczające złagodzenie represyjnej polityki władz w krajach rządzonych przez monopartie komunistyczne. Nazwa pochodzi od powieści Ilji Erenburga opublikowanej w 1954 roku pod tytułem Odwilż.

## Odwilż w ZSRR
W Związku Radzieckim odwilż łączy się z osobą pierwszego sekretarza KPZR Nikity Chruszczowa, który podczas XX Zjazdu KPZR wygłosił referat O kulcie jednostki i jego następstwach, będący potępieniem polityki Józefa Stalina. Osłabła cenzura i represje, bardziej swobodnie rozwijała się kultura. Choć na zrewoltowanych Węgrzech Sowieci stłumili bunt bardzo brutalnie, to w relacjach z Zachodem Chruszczow chciał wprowadzić w życie model pokojowej koegzystencji. Jako pierwszy przywódca radziecki odwiedził USA (Camp David 1957). Partnerem Chruszczowa był prezydent USA Dwight Eisenhower, lecz sprawa zestrzelenia samolotu szpiegowskiego Lockheed U-2 stała się pretekstem do zerwania przyjacielskich stosunków. Pomimo zniesienia słynnego paragrafu 58 kodeksu karnego RFSRR (o działalności kontrrewolucyjnej) i rehabilitacji części ofiar Stalina, Chruszczow i jego następcy nie naruszyli potężnego aparatu terroru, który nadal krwawo rozprawiał się z rzeczywistymi bądź urojonymi wrogami socjalizmu.

## Odwilż w Polsce
W historii Polski mianem odwilży określane są lata 1953–1957. Po śmierci Stalina w 1953 roku partia zliberalizowała kurs, zrezygnowała z popierania socrealizmu w sztuce, w ramach amnestii wypuszczono wielu więźniów politycznych. W 1954 roku nadawane przez Radio Wolna Europa audycje Za kulisami partii i bezpieki Józefa Światło przyczyniły się do znacznych zmian w aparacie bezpieczeństwa. Latem 1955 w Warszawie odbył się V Światowy Festiwal Młodzieży i Studentów, który wbrew intencjom organizatorów przyczynił się do otwarcia społeczeństwa na świat. W sierpniu 1955 roku ukazał się Poemat dla dorosłych Adama Ważyka, który wywołał dyskusję o realiach społeczno-ekonomicznych w ówczesnej Polsce. Podobną reakcję wywoływały artykuły w „Po prostu”, głównym czasopiśmie młodych działaczy dążących do zmian w Polsce. Dochodziło do tego niezadowolenie z sytuacji materialnej ogółu społeczeństwa i przywilejów członków władzy.
W marcu 1956 w Moskwie zmarł Bolesław Bierut, a do Polski dotarł tajny referat Chruszczowa na temat zbrodni stalinowskich. W aparacie władzy ujawniły się podziały (natolińczycy i puławianie). Nastąpiły napięcia społeczne, największe w czerwcu 1956 w związku z wydarzeniami poznańskimi, gdy władza krwawo stłumiła strajki i protesty robotników. W październiku doszło do zmian w kierownictwie partii. Najwyższe stanowisko I sekretarza PZPR po ustąpieniu Edwarda Ochaba objął Władysław Gomułka, za czasów stalinowskich więziony. Gomułka zdobył niekwestionowaną popularność wśród społeczeństwa, które oczekiwało od niego przeprowadzenia wielu reform. Potępiono niektóre ze zbrodni okresu stalinowskiego w Polsce, który nazwano „okresem błędów i wypaczeń”, a jednym z symboli odwilży stało się wypuszczenie z więzienia kardynała Stefana Wyszyńskiego. Społeczeństwo polskie masowo również reagowało na powstanie węgierskie, zbrojnie stłumione przez Armię Radziecką. Podobnej interwencji obawiano się w Polsce, jednak została ona wstrzymana po wizycie Chruszczowa. 
Proces demokratyzowania socjalizmu został jednak zahamowany przez Gomułkę już w 1957 roku. Owocem odwilży było nasycenie reżimowej propagandy sloganami nacjonalistycznymi, pogorszenie relacji z Kościołem i powszechne rozczarowanie. Jak pisze Jacek Kuroń: „Po Budapeszcie miejsce komunistycznej wiary zajął geopolityczny lęk. Ideologią uzasadniającą PRL-owski porządek stał się strach przed sowieckimi czołgami”.